# Opere sull'Adorazione dei Magi

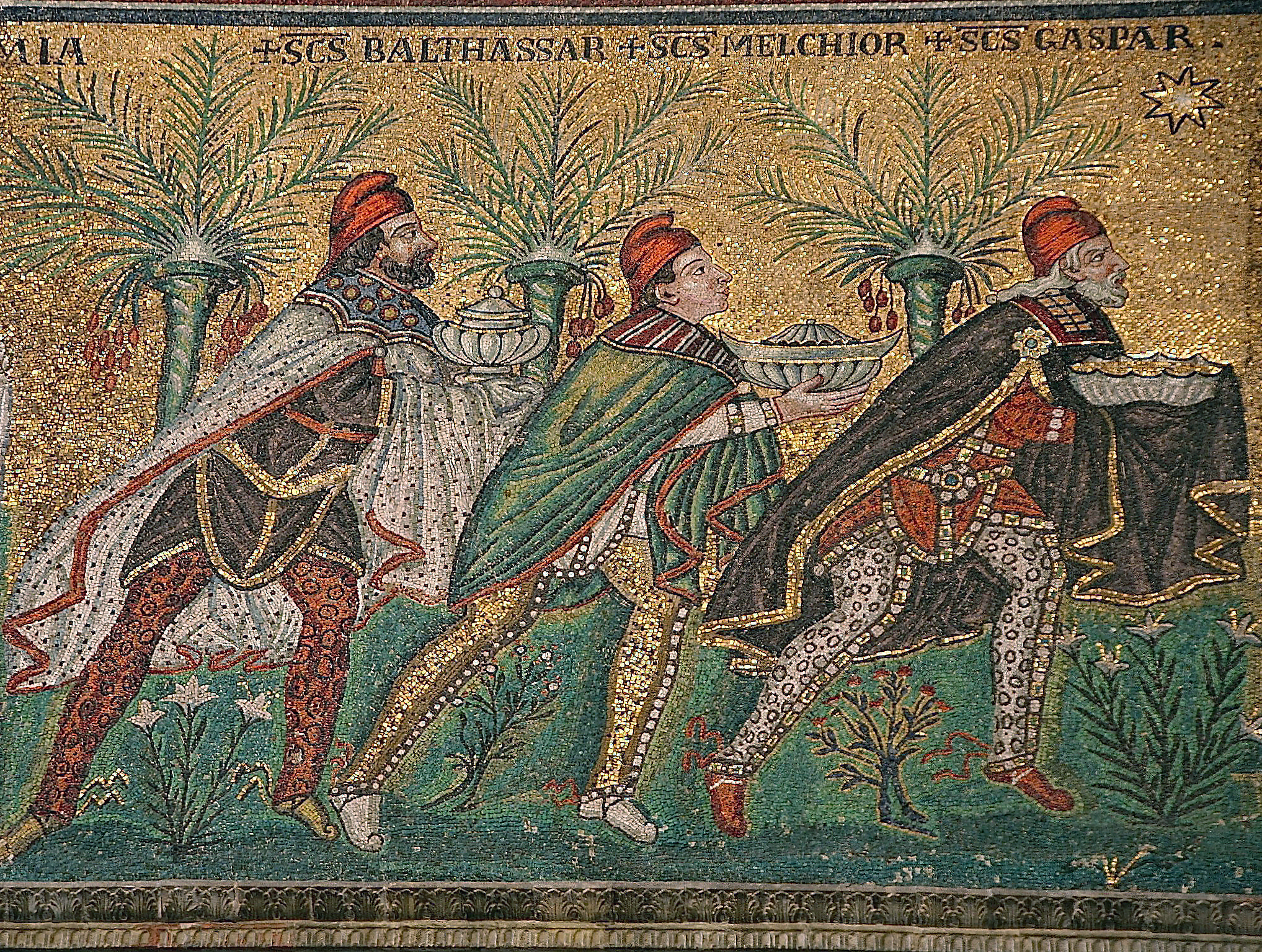
Re Magi offerenti, mosaico, VI secolo, Basilica di Sant'Apollinare nuovo, Ravenna

L'Adorazione dei Magi è un soggetto evangelico di antichissima origine. Questa lista, per quanto parziale, offre una carrellata dell'evoluzione di questa iconografia nei secoli. Nelle prime rappresentazioni, almeno dal IV a XI secolo, i tre re vengono rappresentati sempre allo stesso modo: avanzano genuflettendosi verso il Bambino, vestiti con uno stile medio orientale con i calzoni a sarabara e il berretto frigio. Oltre che in alcune pitture residua nelle catacombe ci sono pervenute diverse figurazioni scultoree, magari solo come particolari di insiemi più complessi come nei Sarcofago di Adelfia oppure come soggetto unico come nel Sarcofago di Isacio e nella colorata e più dettagliata versione del mosaico di Sant'Apollinare nuovo. È da notare come, già nell'antichità, l'iconografia si stacchi dalle descrizioni letterarie (i vangeli apocrifi e i testi patristici) incerte sul numero dei Magi fino alla definitiva indicazione della terna nel sermone di papa Leone Magno alla metà del V secolo. Se i testi arrivano ad indicare un numero di Magi che giunge fino a dieci o dodici, nelle rappresentazioni si è preferito sempre un numero più ristretto. Oltre ai classici tre, già presenti nella cappella greca delle catacombe di Priscilla, ne vengono presentati solo due negli affreschi delle catacombe dei Santi Marcellino e Pietro mentre in un affresco delle catacombe di Domitilla ne vengono presentati quattro. Sembra attualmente che possa essere supposto come un caso unico la rappresentazione di sei Magi in un cratere in marmo scolpito del Museo Nazionale Romano di Archeologia, ma supposta anche la rappresentazione solo immaginata in un'ipotesi di simmetria vista la lacunosità del lato sinistro della rappresentazione. Dal XII secolo iniziano a presentarsi le differenziazione individuali tra i tre Magi assieme al progressivo abbandono degli abiti originari, sostituiti da tenute regali sempre più fantasiose. Anche la composizione della scena cambia impostazione con Gaspare, d'ora in poi presentato come il più anziano, prostrato davanti alla Vergine col Bambino e a capo scoperto. Baldassarre viene invece raffigurato decisamente più giovane degli altri ma soltanto dopo la metà del Quattrocento si inizia a diffondere la sua immagine con i tratti somatici marcatamente africani. Nello stesso periodo si cristallizza l'immagine di Gaspare con tratti somatici europei e quanto a Melchiorre si cerca di rappresentarlo con un aspetto medio orientale o per lo meno con un turbante: il senso che si vuol dare è la concezione del cristianesimo come unica vera religione del mondo, e i tre Magi identificano le tre parti del mondo originariamente note agli europei. Un po' più complessa è l'evoluzione dell'ambientazione scenografica tra maestose rovine: se, p.e., in Gentile da Fabriano queste sono abbastanza difficilmente classificabili, i pittori nordeuropei manifestarono una decisa preferenza verso lo stile romanico e continuarono così per decenni fintanto che nel Cinquecento, sotto l'influenza dell'arte rinascimentale italiana, non optarono per uno stile classicheggiante.

## IV-X secolo

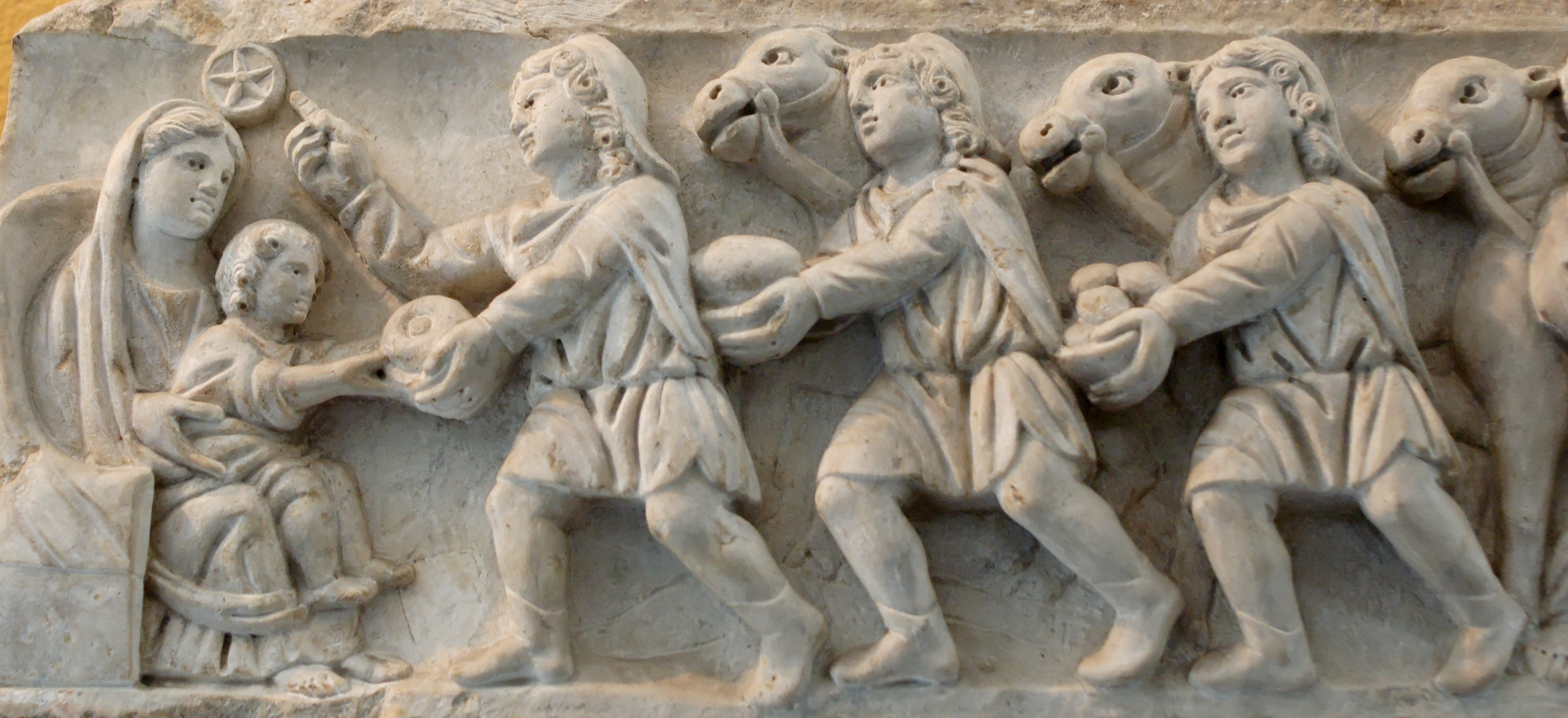
Adorazione dei Magi, particolare di un sarcofago romano, IV secolo, Musei Vaticani, Roma

- Adorazione dei Magi, particolare di un sarcofago romano, IV secolo, Musei Vaticani, RomaAnonimo: Adorazione dei Magi, affresco, IV secolo, catacombe di Domitilla, Roma[4]
- Anonimo: Cratere dell'adorazione dei Magi, metà del IV secolo, marmo di Bitinia, Museo nazionale romano di Palazzo Massimo, Roma[5]
- Anonimo: Adorazione dei Magi, partizione del bassorilievo su un sarcofago romano, IV secolo, Musei Vaticani, Roma[6]
- Anonimo: Adorazione dei Magi, partizione del bassorilievo sul Sarcofago di Adelfia, IV secolo, Museo Paolo Orsi, Siracusa
- Anonimo ravennate: Sarcofago di Isacio, bassorilievo, V secolo, basilica di San Vitale, Ravenna[7]
- Anonimo: Adorazione dei Magi, partizione di mosaico, VI secolo, basilica di Sant'Apollinare Nuovo, Ravenna
- Anonimo longobardo: Adorazione dei Magi (partizione dell'altare del duca Rachis), VIII secolo, bassorilievo, Museo cristiano e tesoro del duomo, Cividale del Friuli
- Anonimo: La placchetta inferiore della quarta di copertina dell'Evangeliario di Lorsch presenta una Visita a Erode e adorazione dei Magi, avorio, VII/IX secolo, cm 38 × 27 circa, Biblioteca apostolica vaticana, Roma

## XI-XIII secolo

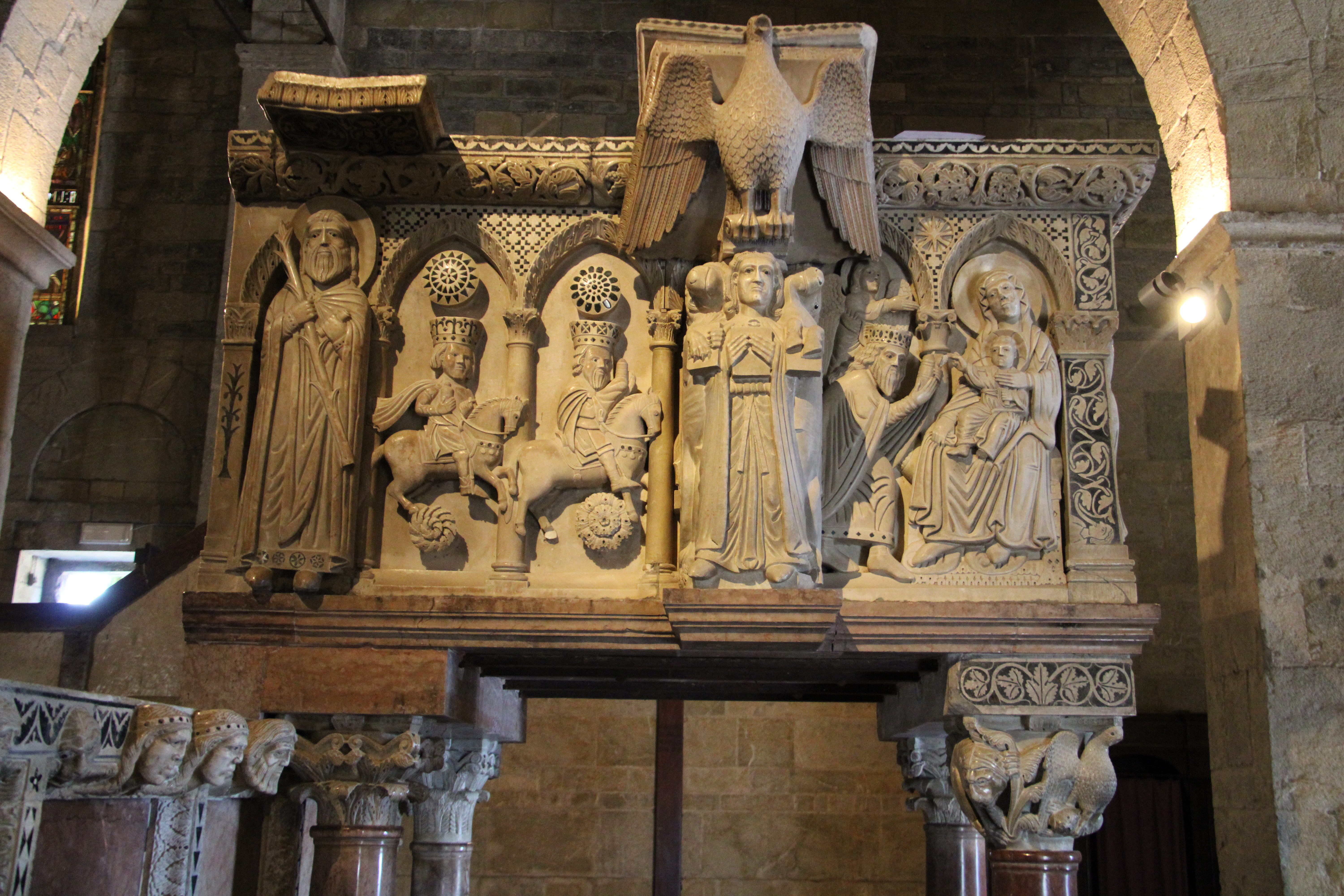
Viaggio e Adorazione dei Magi, pulpito, XII secolo, collegiata di San Cristoforo, Barga

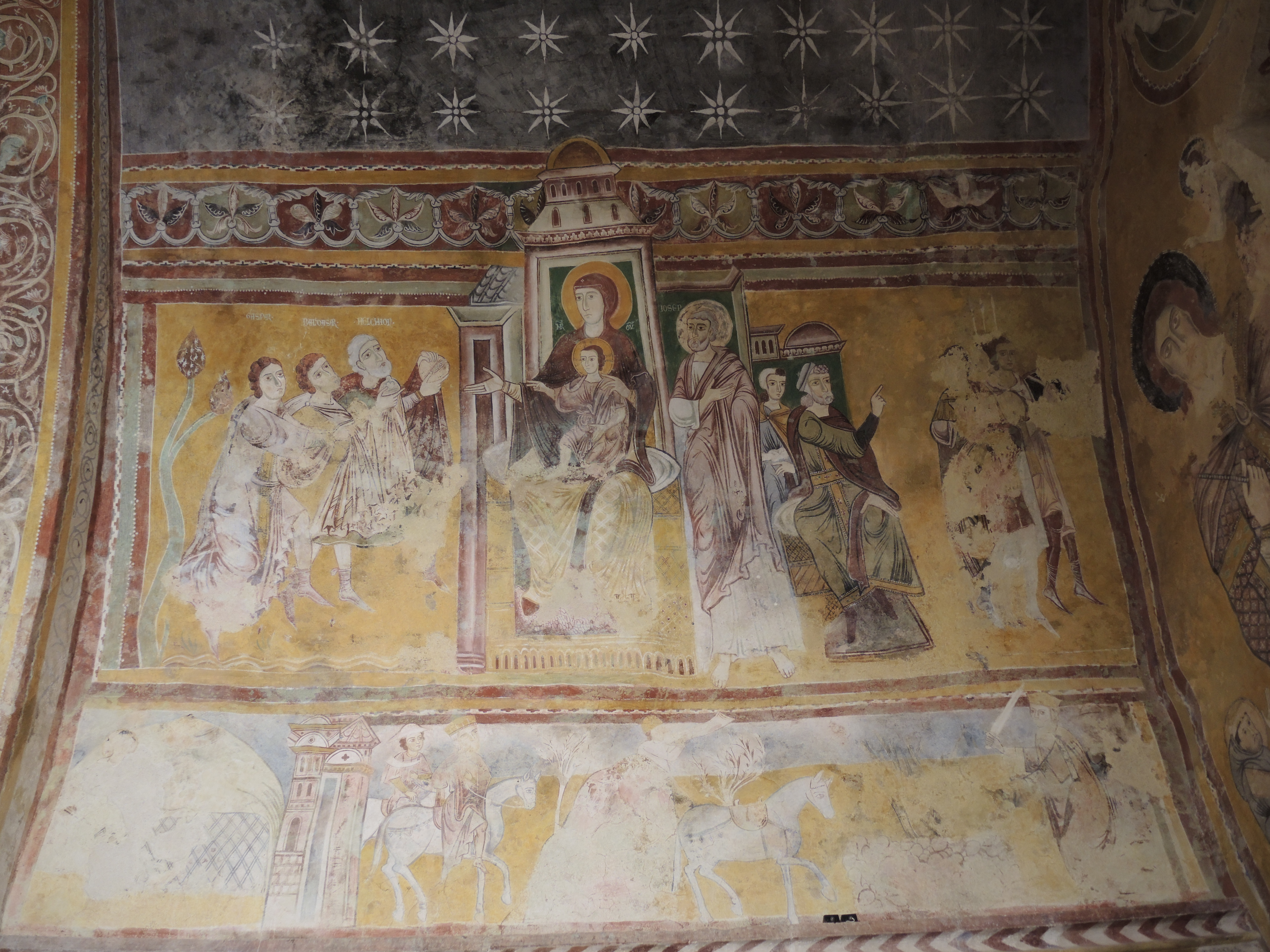
Adorazione dei Magi, affresco, 1263 circa, oratorio di San Pellegrino, Bominaco

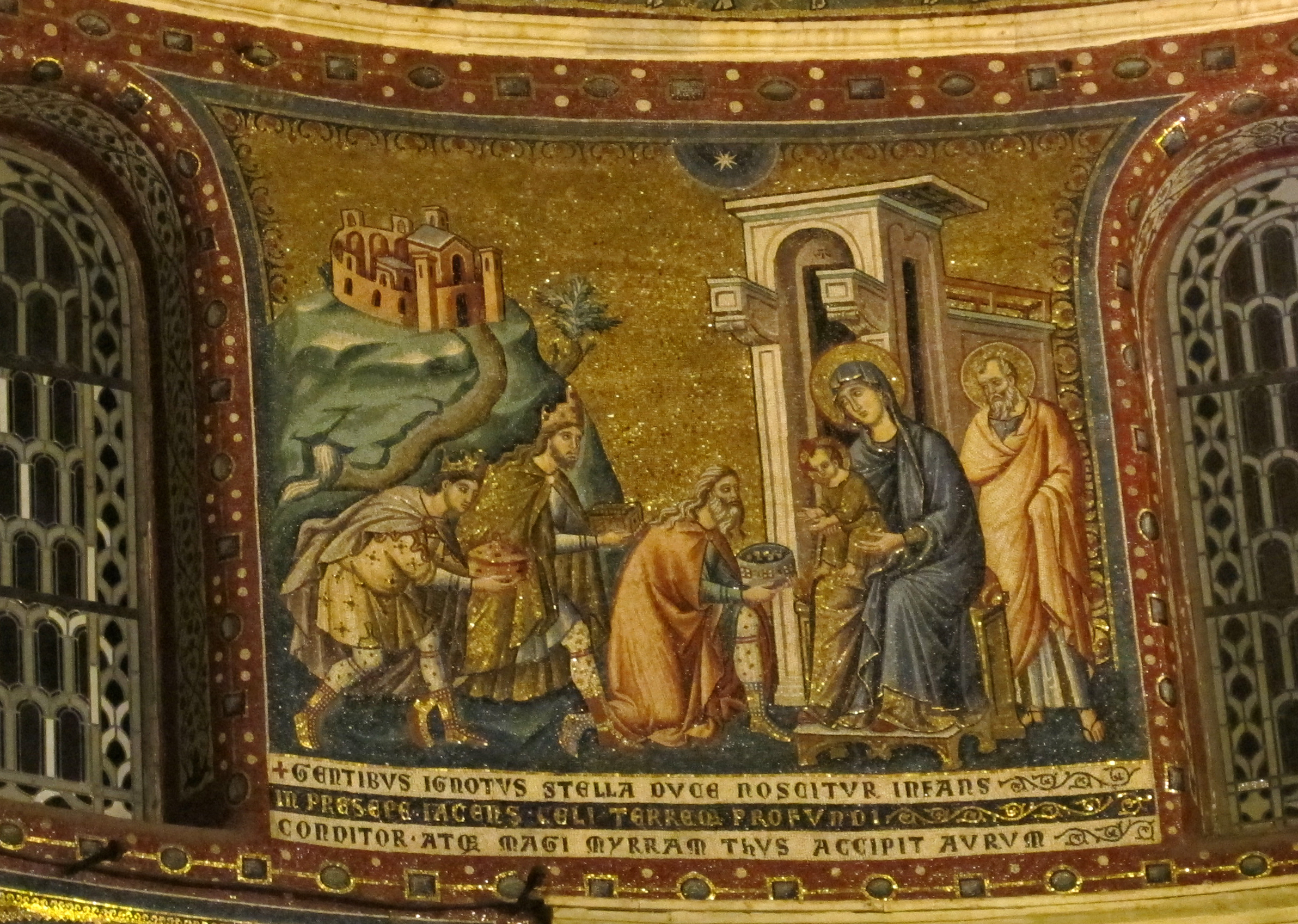
Adorazione dei Magi, mosaico, 1290-1299, basilica di Santa Maria in Trastevere, Roma

- Anonimo: Adorazione dei Magi, partizione del ciclo di affreschi, XI secolo, chiesa di Sant'Urbano alla Caffarella, Roma
- Anonimo romano: Adorazione dei Magi, partizione di affresco, XII secolo, Basilica di San Francesco, basilica superiore, Assisi
- Nicholaus: Adorazione dei Magi, due partizioni centrali della trabeazione del portale, XII secolo, Cattedrale di San Giorgio, Ferrara[8]
- Gruamonte e Adeodato: Visita ad Erode e adorazione dei Magi, bassorilievo sull'architrave del portale centrale, XII secolo, Pieve di Sant'Andrea, Pistoia[9]
- Guglielmo: Adorazione dei Magi, partizione dei bassorilievi sulla sinistra del portale, XII secolo, basilica di San Zeno, Verona[10]
- Scuola di Guido Bigarelli: Viaggio e Adorazione dei Magi, fiancata del pulpito, XII secolo, collegiata di San Cristoforo, Barga[11]
- Maestro dei Mesi: Sogno e Adorazione dei Magi, XIII secolo, altorilievo, Abbazia di San Mercuriale, Forlì
- Benedetto Antelami: Adorazione dei Magi, XIII secolo, altorilievo, Portale della Madonna del Battistero, Parma[12]
- Nicola Pisano:
  - Adorazione dei pastori e dei Magi, bassorilievo sull'architrave del portele, 1240-1260 circa, cattedrale di San Martino, Lucca[13]
  - Adorazione dei Magi (bassorilievo sul parapetto del pulpito), 1257-1260, cm 85 × 113, Battistero di San Giovanni, Pisa
  - Adorazione e viaggio dei Magi (bassorilievo sul parapetto del pulpito), 1265-1269, cattedrale di Santa Maria Assunta, Siena
- Arnolfo di Cambio, Presepe, gruppo scultoreo, 1288-1291, museo delle basilica di Santa Maria Maggiore, Roma[14]
- Anonimo: Adorazione e partenza dei Magi, partizioni di affresco, seconda metà del XII secolo, Abbazia di San Pietro in Valle, Ferentillo[15]
- Anonimo abruzzese: Adorazione dei Magi, partizione di affresco, 1263 circa, oratorio di San Pellegrino, Bominaco di Caporciano[16]
- Maestro della Maddalena:
  - Adorazione dei Magi, riquadratura in uno scomparto di un trittico smembrato, 1268-1270 circa, tavola, cm 60 × 19, Museo Civico Amedeo Lia, La Spezia[17]
  - Adorazione dei Magi, riquadratura del dossale della Madonna con i santi Andrea e Giacomo, 1275-1280 circa, tavola, cm 93 × 133, Musée des Arts Décoratifs, Parigi
- Guido da Siena: Adorazione dei Magi, scomparto dello smembrato Dossale di Badia Ardenga, 1280 circa, tavola, cm 34 × 46, Lindenau-Museum, Altenburg[18]
- Margaritone d'Arezzo e Ristoro d'Arezzo: Adorazione dei Magi, partizione di dossale, 1274 o 1283, tavola, cm 90 × 123, santuario di Santa Maria delle Vertighe, Monte San Savino[19]
- Anonimo toscano: Adorazione dei Magi, partizione di mosaico, XIII secolo, battistero di San Giovanni, Firenze[20]
- Jacopo Torriti: Adorazione dei Magi, partizione di mosaico, 1292-1296, basilica di Santa Maria Maggiore, Roma[21]
- Pietro Cavallini: Adorazione dei Magi, partizione di mosaico, 1290-1299, basilica di Santa Maria in Trastevere, Roma[22]

## XIV secolo
- Giotto di Bondone:

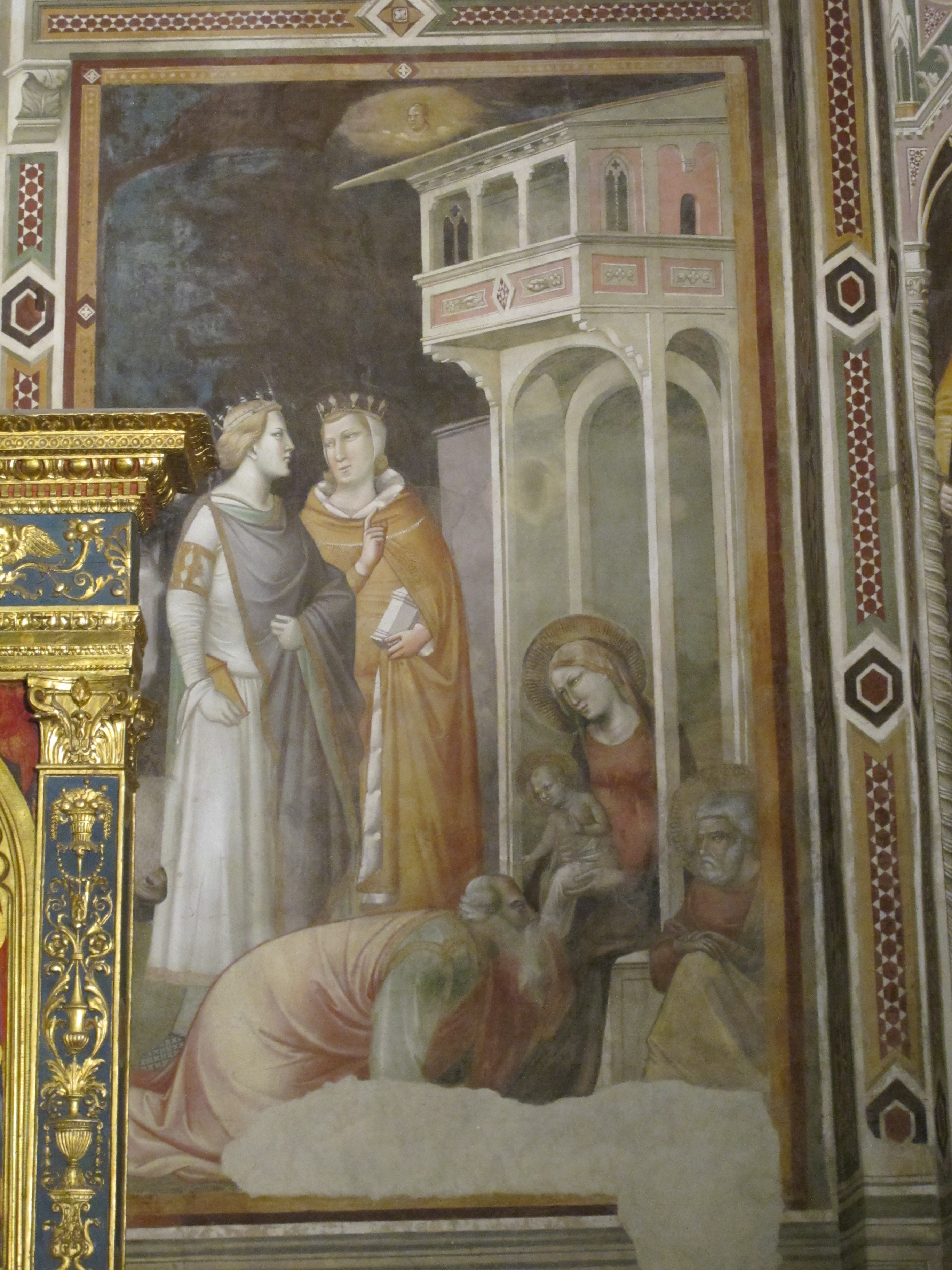
Taddeo Gaddi, Adorazione dei Magi, 1335-1340, affresco, Santa Croce, cappella Baroncelli, Firenze

  - Adorazione dei Magi, 1304 circa, affresco, Cappella degli Scrovegni, Padova
  - (?), Adorazione dei Magi, 1308 circa, affresco, Basilica di San Francesco, basilica inferiore, Assisi
- Francesco da Rimini: Adorazione dei Magi, 1340 circa, tavola, cm 57.8 × 59.4, Lowe Art Museum, Coral Gables
- Taddeo Gaddi:
  - Adorazione dei Magi (formella dell'armadio della sagrestia di Santa Croce), 1335-1340, tavola, cm 40.5 × 36.5, Galleria dell'Accademia, Firenze[23]
  - Adorazione dei Magi, 1335-1340, partizione di affresco, Santa Croce, cappella Baroncelli, Firenze[24]
- Altichiero: Adorazione dei Magi, 1379-1384, affresco, Oratorio di San Giorgio, Padova[25]
- Bartolo di Fredi:
  - Adorazione dei Magi, 1385-1388, tavola (predella), cm 38 × 31.4, Pinacoteca Nazionale, Siena[26]
  - Adorazione dei Magi, 1390 circa, tavola (frammento), cm 149 × 68.5, Metropolitan Museum of Art, New York[27]
- Cenni di Francesco di Ser Cenni:
  - Adorazione dei Magi e Annunciazione, 1380 circa, tavola, cm 83,2 × 25,9, Yale University Art Gallery, New Haven[28]
  - Adorazione dei Magi, 1380 circa, tavola (predella), cm 33 × 64,3, Philadelphia Museum of Art, Filadelfia
  - Adorazione dei Magi, 1380 circa, affresco, chiesa di San Donato in Polverosa, Firenze[29]

## XV secolo

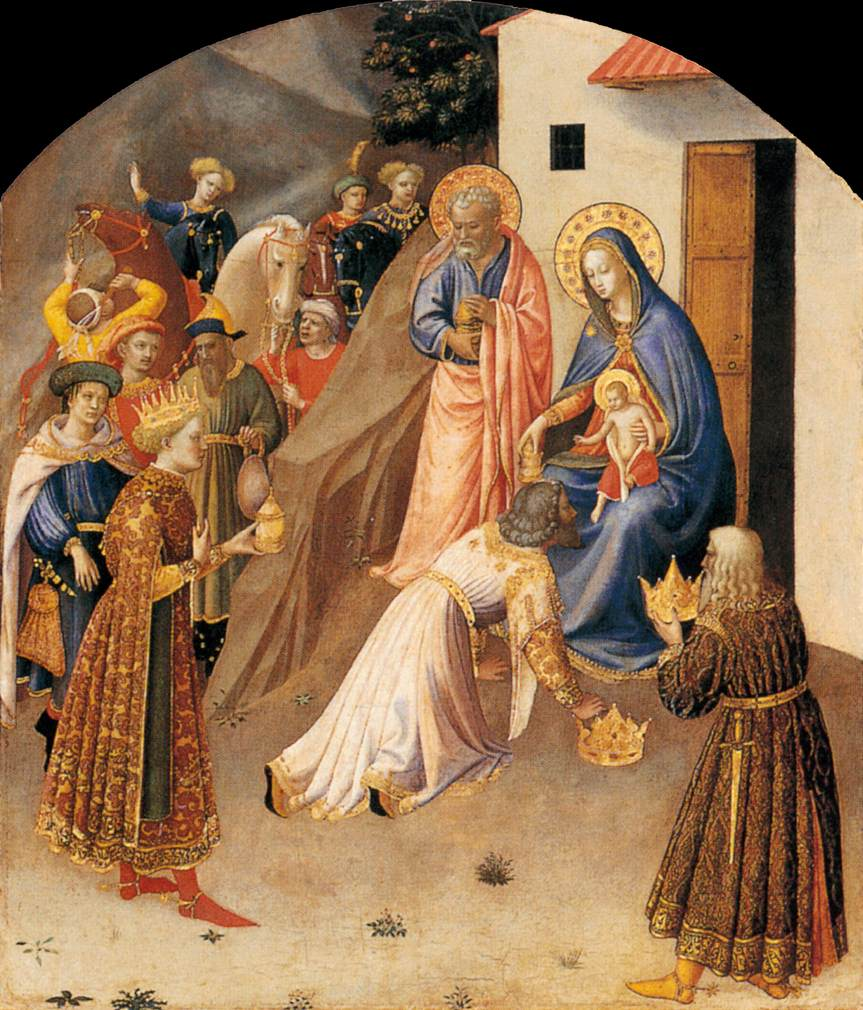
Beato Angelico, Adorazione dei Magi, 1423-24, tavola, Abegg-Stiftung, Riggisberg

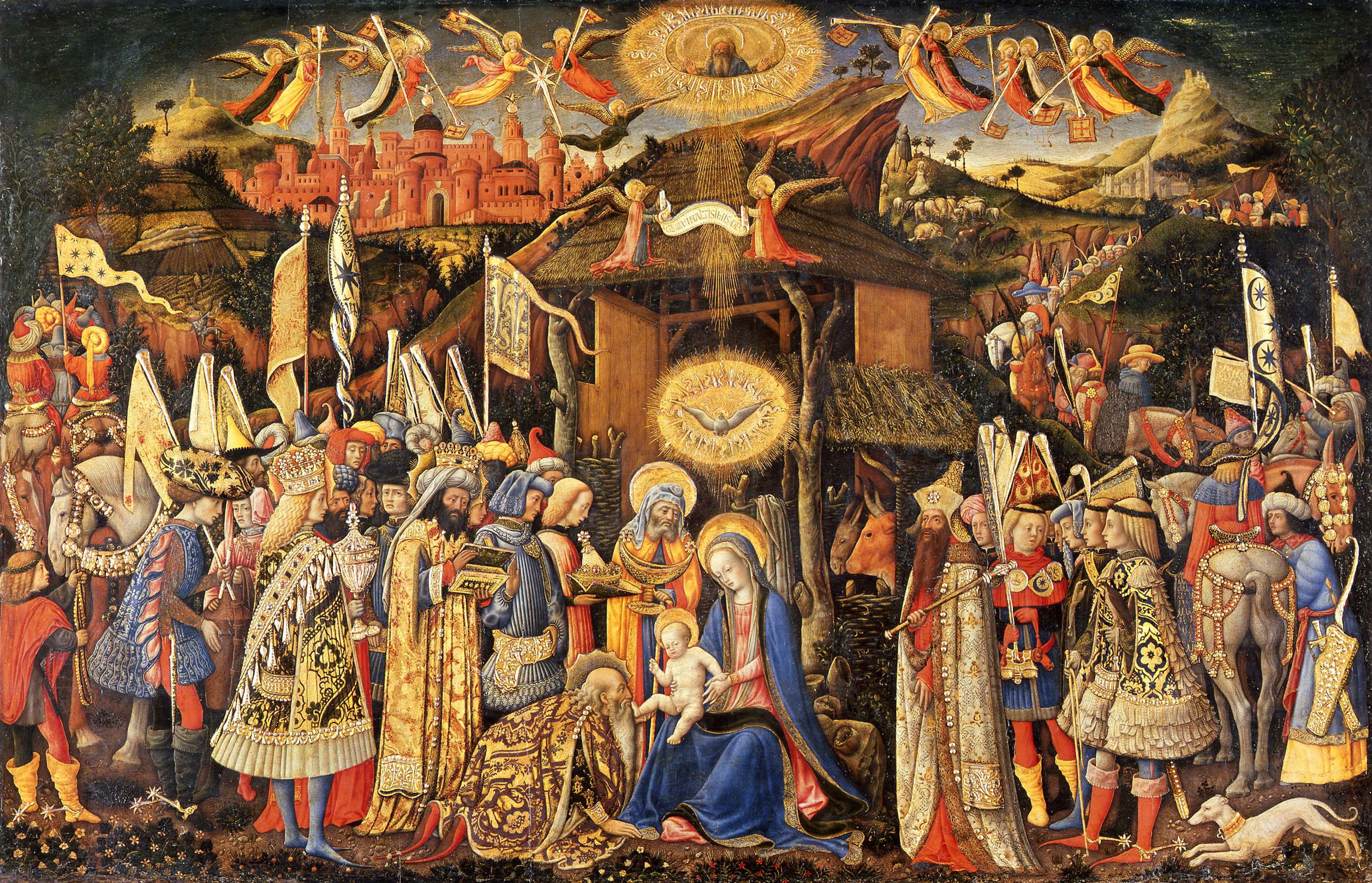
Antonio Vivarini, Adorazione dei Magi, 1445-1447, tavola, Gemäldegalerie, Berlino

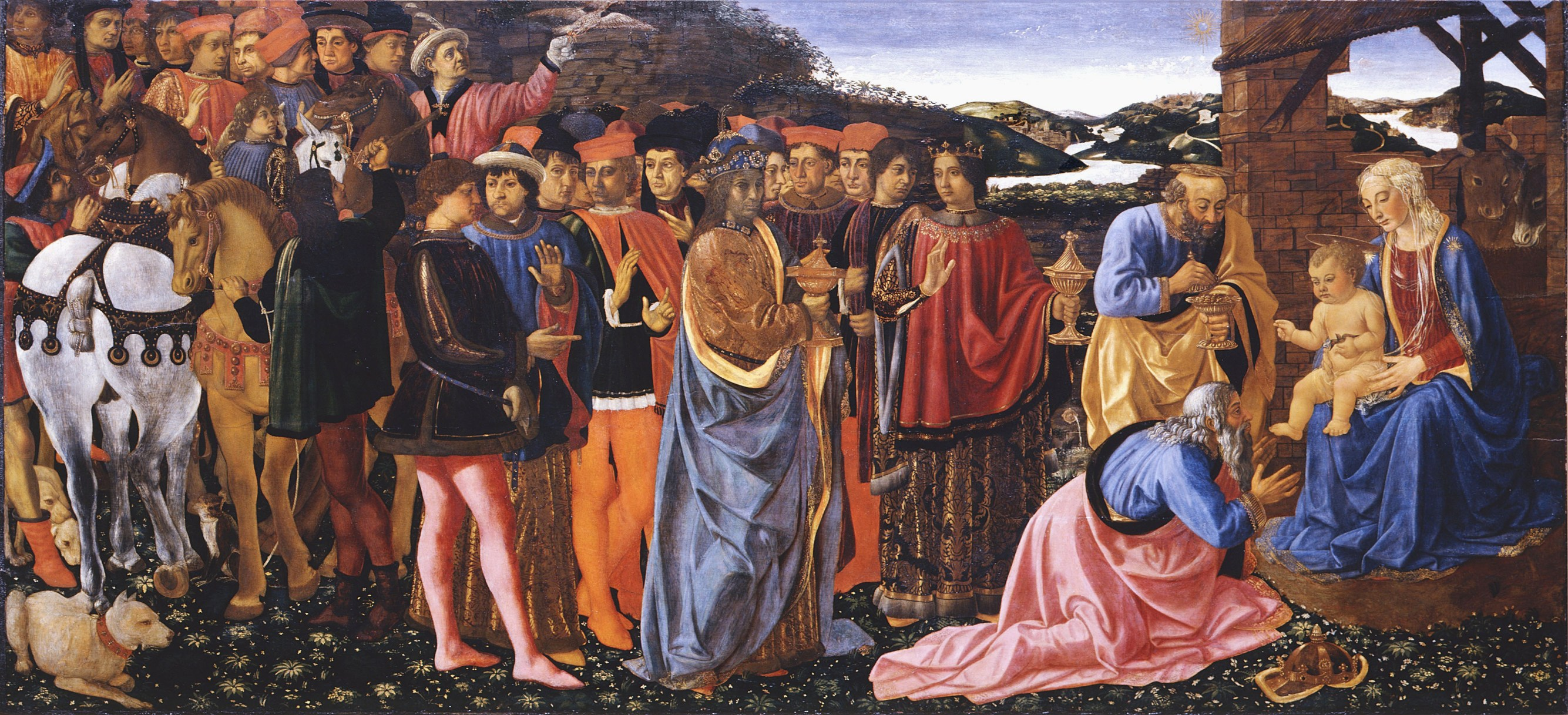
Cosimo Rosselli, Adorazione dei Magi, 1470 circa, tavola, Galleria degli Uffizi, Firenze

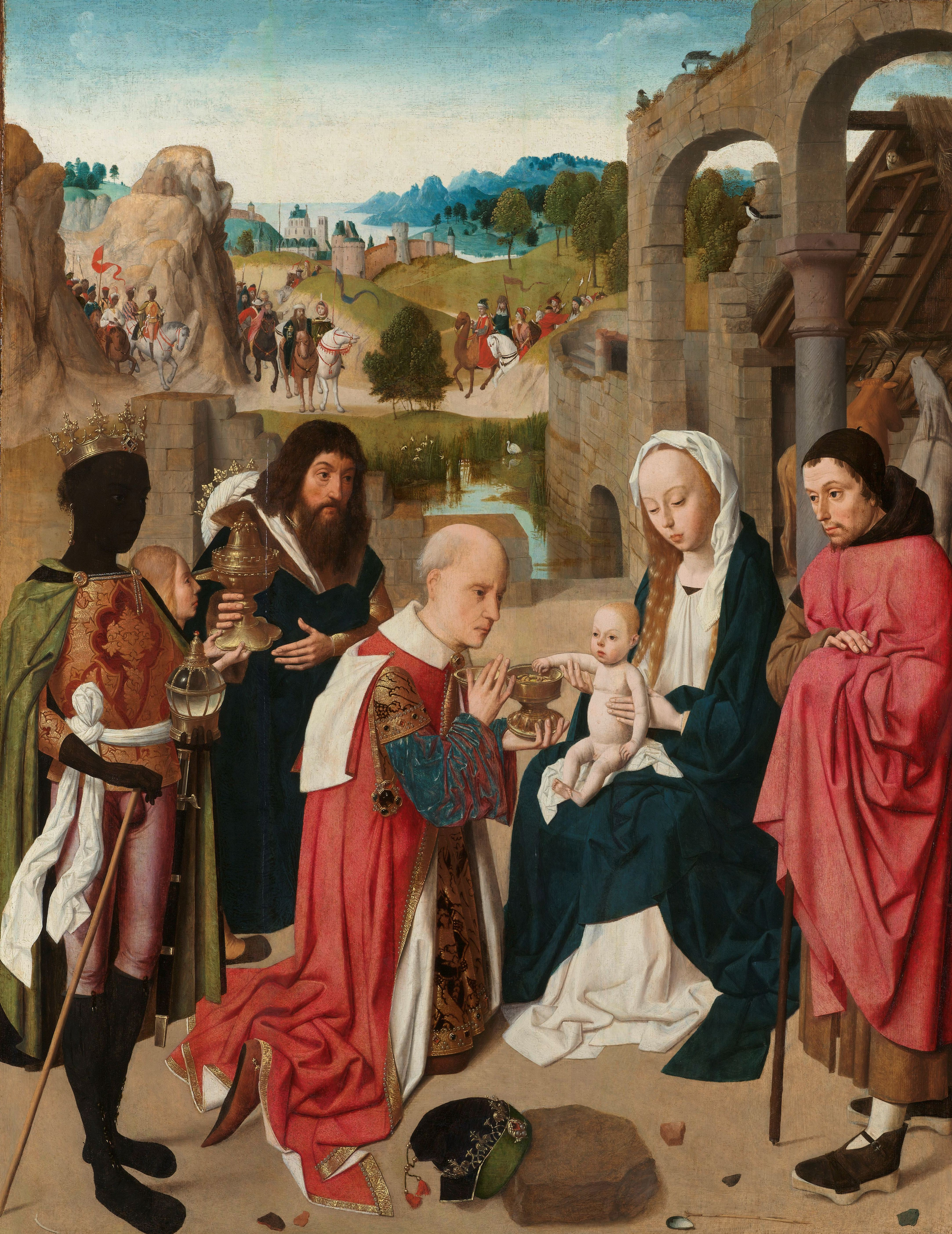
Geertgen tot Sint Jans, Adorazione dei Magi, 1480-1485 circa, tavola, Rijksmuseum, Amsterdam

- Lorenzo Monaco: Adorazione dei Magi, 1420-1422, tavola, cm 115 × 183, Galleria degli Uffizi, Firenze
- Gentile da Fabriano: Adorazione dei Magi, 1423, tavola, cm 300 × 282, Galleria degli Uffizi, Firenze
- Stefano da Verona: Adorazione dei Magi, 1434, tavola, cm 47 × 42, Pinacoteca di Brera, Milano
- Maestro Francke: Adorazione dei Magi (scomparto dell'Altare di San Tommaso Beckett), 1426 circa, tavola, cm 91,8 × 84,3, Kunsthalle, Amburgo
- Beato Angelico:
  - Adorazione dei Magi, 1423-24, tavola, cm 63 × 54, Abegg-Stiftung, Riggisberg[30]
  - Annunciazione e Adorazione dei Magi dai quattro reliquiari della Vergine, 1430-1434, tavola, cm 42 × 25, Museo nazionale di San Marco, Firenze
  - Adorazione dei Magi, scomparto della predella del Tabernacolo dei Linaioli, 1433-1435, tavola, cm 39 × 46, Museo nazionale di San Marco, Firenze
  - Adorazione dei Magi, 1442 circa, affresco, cm 184 × 362, Museo nazionale di San Marco, Firenze
- Paolo Uccello: Adorazione dei Magi nella Predella di Quarate, 1433-1435, tavola, cm 20 × 178, Museo diocesano di Santo Stefano al Ponte, Firenze
- Rogier van der Weyden: Trittico di santa Colomba, 1455, tavola, cm 138 × 293 (complessivo), Alte Pinakothek, Monaco di Baviera
- Stephan Lochner: Trittico dell'Adorazione dei Magi o Altare dei Patroni della città, 1440-1442, tavola, cm 261 × 570 (complessivo), Duomo di Colonia, Colonia
- Antonio Vivarini: Adorazione dei Magi, 1445-1447, tavola, cm 111 × 176, Gemäldegalerie, Berlino[31]
- Jacopo Bellini e bottega:
  - Adorazione dei Magi, 1465 circa, cm 110 × 160 circa, collezione privata, New York[32]
  - Adorazione dei Magi, 1465 circa, cm 29 × 57, Pinacoteca Nazionale, Ferrara[33]
- Masaccio: Adorazione dei Magi, predella dal polittico di Pisa, 1426, tavola, cm 21 × 61, Gemäldegalerie, Berlino
- Filippo Lippi: Adorazione dei Magi (Tondo Cook), 1430-1455, tavola, cm 137,2 × 137,2, National Gallery of Art, Washington
- Domenico Veneziano: Adorazione dei Magi, 1439-1441, tavola, cm 84 × 84, Gemäldegalerie, Berlino
- Dieric Bouts: Adorazione dei Magi, scomparto esterno sinistro della predella del Polittico della vita della Vergine, 1445, tavola, cm 80 × 56, Museo del Prado, Madrid
- Lazzaro Bastiani: Adorazione dei Magi, 1470-1479, tavola, cm 52 × 28, Frick Collection, New York[34]
- Cosimo Rosselli: Adorazione dei Re Magi, 1475-1480, tavola, cm 101 × 217, Galleria degli Uffizi, Firenze[35]
- Andrea Mantegna:
  - Adorazione dei Magi nel Trittico degli Uffizi. 1463-1464, tavola, cm 76 × 76,5, Galleria degli Uffizi, Firenze
  - Adorazione dei Magi, 1497-1500, tavola, cm 54,6 × 70,7, Getty Museum, Los Angeles
- Cosmè Tura: Adorazione dei Magi tondo dalla predella del Polittico Roverella, 1480 circa, tavola, ø cm 39, Fogg Art Museum, Cambridge[36]
- Hans Memling:
  - Trittico dell'Adorazione dei Magi, 1470-1472, tavola, cm 95 × 271 (complessivi), Museo del Prado, Madrid
  - Trittico Floreins, 1479, tavola, cm 48 × 107,5 (complessivi), Ospedale di San Giovanni, Bruges
- Hugo van der Goes: Adorazione dei Magi (Altare Monforte), 1470 circa, tevola, cm 147 × 242, Gemäldegalerie, Berlino
- Sandro Botticelli:
  - Adorazione dei Magi, 1470-1475, tavola, cm 50 × 141, National Gallery, Londra[37]
  - Adorazione dei Magi, 1475 circa, tavola, cm 111 × 134, Galleria degli Uffizi, Firenze
  - Adorazione dei Magi, 1482 circa, tavola, cm 70 × 103, National Gallery of Art, Washington
- Domenico Ghirlandaio:
  - Adorazione dei Magi, 1485-1490, affresco, Cappella Tornabuoni in Santa Maria Novella a Firenze
  - Adorazione dei Magi degli Innocenti, 1485-1488, tavola, cm 285 × 243, Galleria dello Spedale degli Innocenti, Firenze
  - Adorazione dei Magi Tornabuoni, 1487, tavola, ø cm 172, Galleria degli Uffizi, Firenze
- Liberale da Verona: Adorazione dei Magi, 1485 circa, tavola, cm 136 × 73,3, cappella Calcasoli nel Duomo di Verona[38]
- Geertgen tot Sint Jans:
  - Adorazione dei Magi, 1480-1485 circa, tavola, cm 91,6 × 71.8, Rijksmuseum, Amsterdam[39]
  - Adorazione dei Magi, 1480-1485 circa, tavola 111 × 69, Národní galerie, Praga[40]
  - Adorazione dei Magi', 1490 circa, tavola, 29 × 19, Cleveland Museum of Art, Cleveland[41]
- Perugino:
  - Adorazione dei Magi, 1470-1476 circa, tavola, cm 241 × 180, Galleria nazionale dell'Umbria, Perugia
  - Adorazione dei Magi, scomparto della predella del Polittico di San Pietro, 1497 circa, tavola, cm 32 × 59, Musée des Beaux-Arts, Rouen
  - Adorazione dei Magi, 1507, affresco, cm 650 × 700, Oratorio di Santa Maria dei Bianchi, Città della Pieve
  - Adorazione dei Magi, 1521, affresco, Santuario della Madonna delle Lacrime, Trevi[42]
- Luca Signorelli:
  - Adorazione dei Magi, 1495 circa, tavola trasportato su tela, cm 331 × 245, Museo del Louvre, Parigi
  - Adorazione dei Magi, scomparto centrale della predella del Polittico di Arcevia, 1507, tavola, collegiata di San Medardo, Arcevia
- Leonardo da Vinci: Adorazione dei Magi, 1481-1482, tavola, cm 246 × 243, Galleria degli Uffizi, Firenze
- Hieronymus Bosch:
  - Adorazione dei Magi, 1474 circa, tavola, cm 71 × 56,5, Metropolitan Museum of Art, New York
  - Trittico dell'Adorazione dei Magi, 1485-1500, tavola, cm 138 × 144 (complessivi), Museo del Prado, Madrid
  - Adorazione dei Magi, 1499 circa, tavola, cm 94 × 74, Philadelphia Museum of Art, Filadelfia
- Filippino Lippi: Adorazione dei Magi, 1496, tavola, cm 258 × 243, Galleria degli Uffizi, Firenze
- Bergognone: Adorazione dei Magi, 1499-1500, tavola, cm 139.5 × 95, Tempio civico dell'Incoronata, Lodi[43]
- Pinturicchio: Adorazione dei Magi, 1492-1494, affresco, Appartamento Borgia, Sala dei Misteri, Città del Vaticano[44]

## XVI secolo
- Gerard David:

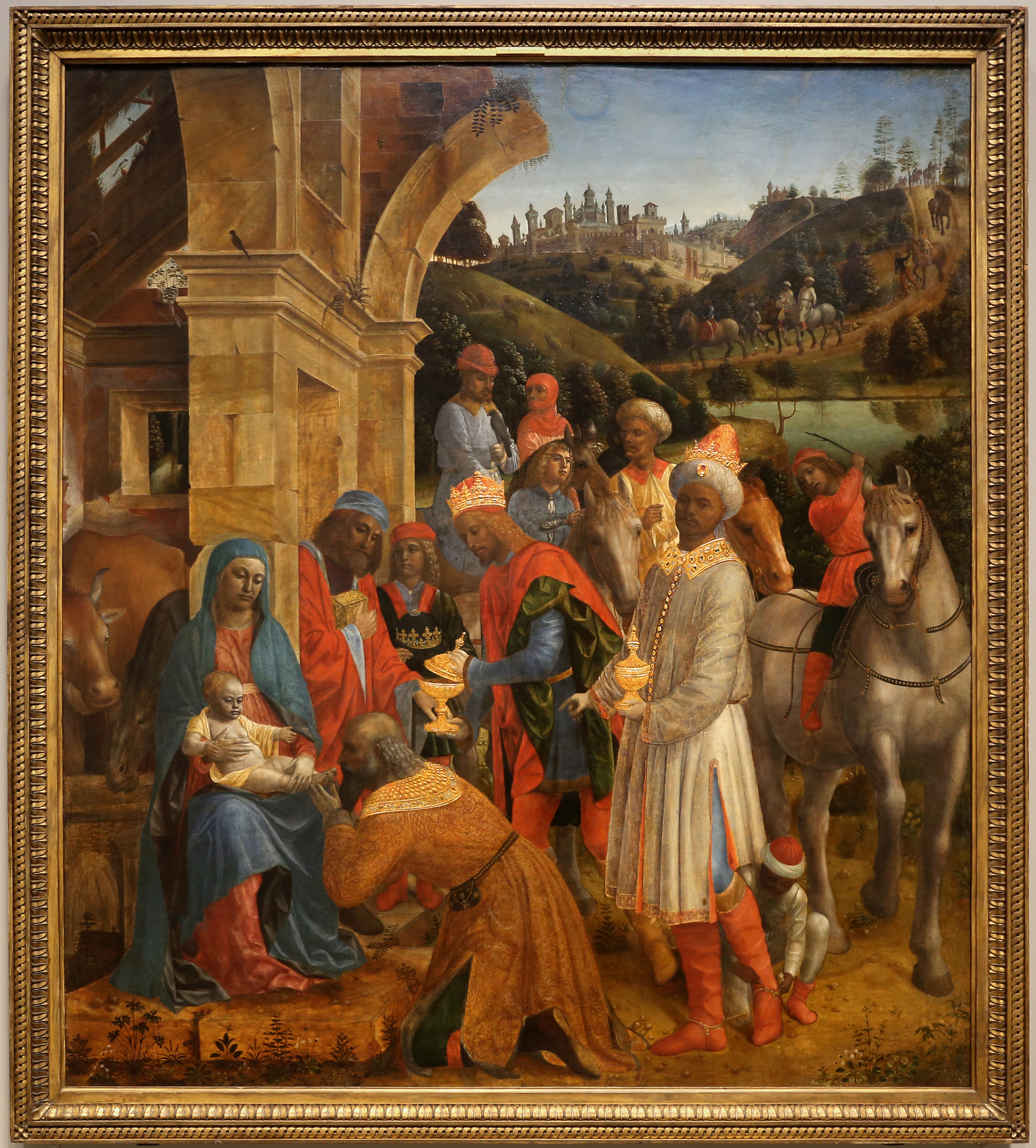
Vincenzo Foppa, Adorazione dei Magi, 1500 circa, tavola, National Gallery, Londra

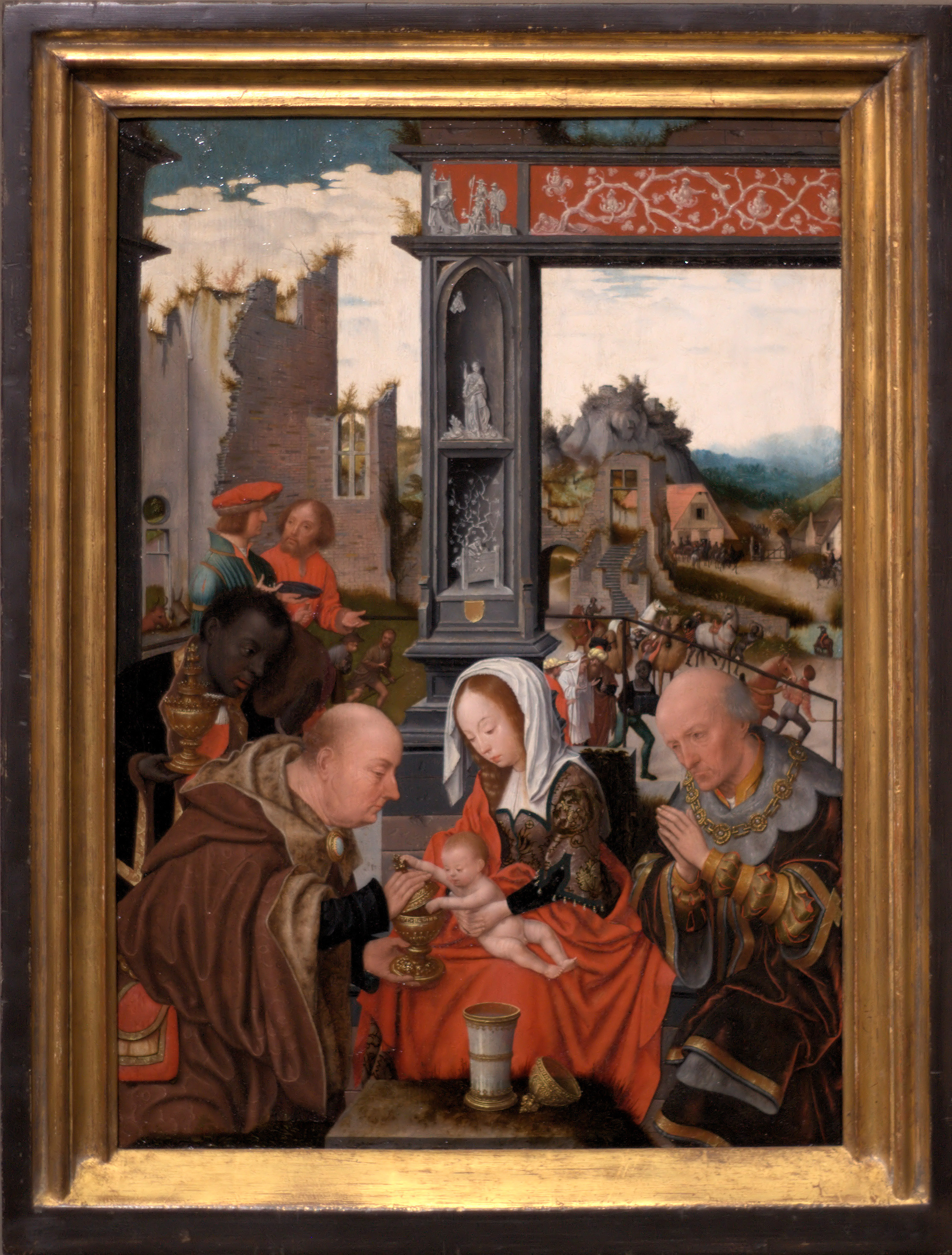
Jan Mostaert, Adorazione dei Magi, 1520-1525, tavola, Rijksmuseum, Amsterdam

  - Adorazione dei Magi, 1495 circa, tela, cm 95 × 80, Galleria degli Uffizi, Firenze
  - Adorazione dei Magi, 1495-1505 circa, tavola, cm 123,7 × 166,1, Alte Pinakothek, Monaco[45]
  - Adorazione dei Magi, 1515 circa, tavola, cm 60 × 59,2, National Gallery, Londra[46]
  - Adorazione dei Magi, 1520 circa, tavola, cm 70,5 × 73,3, Metropolitan Museum, New York[47]
- Vincenzo Foppa; Adorazione dei Magi, 1500 circa, tavola, cm 239 × 200, National Gallery, Londra[48]
- Bramantino: Adorazione dei Magi, 1500 circa, tavola, cm 56,8 × 55, National Gallery, Londra
- Albrecht Dürer: Adorazione dei Magi, 1504, tavola, cm 99 × 113,5, Galleria degli Uffizi, Firenze
- Lorenzo Costa: Adorazione dei Magi, 1505-1506, tavola, cm 75 × 181, Pinacoteca di Brera, Milano

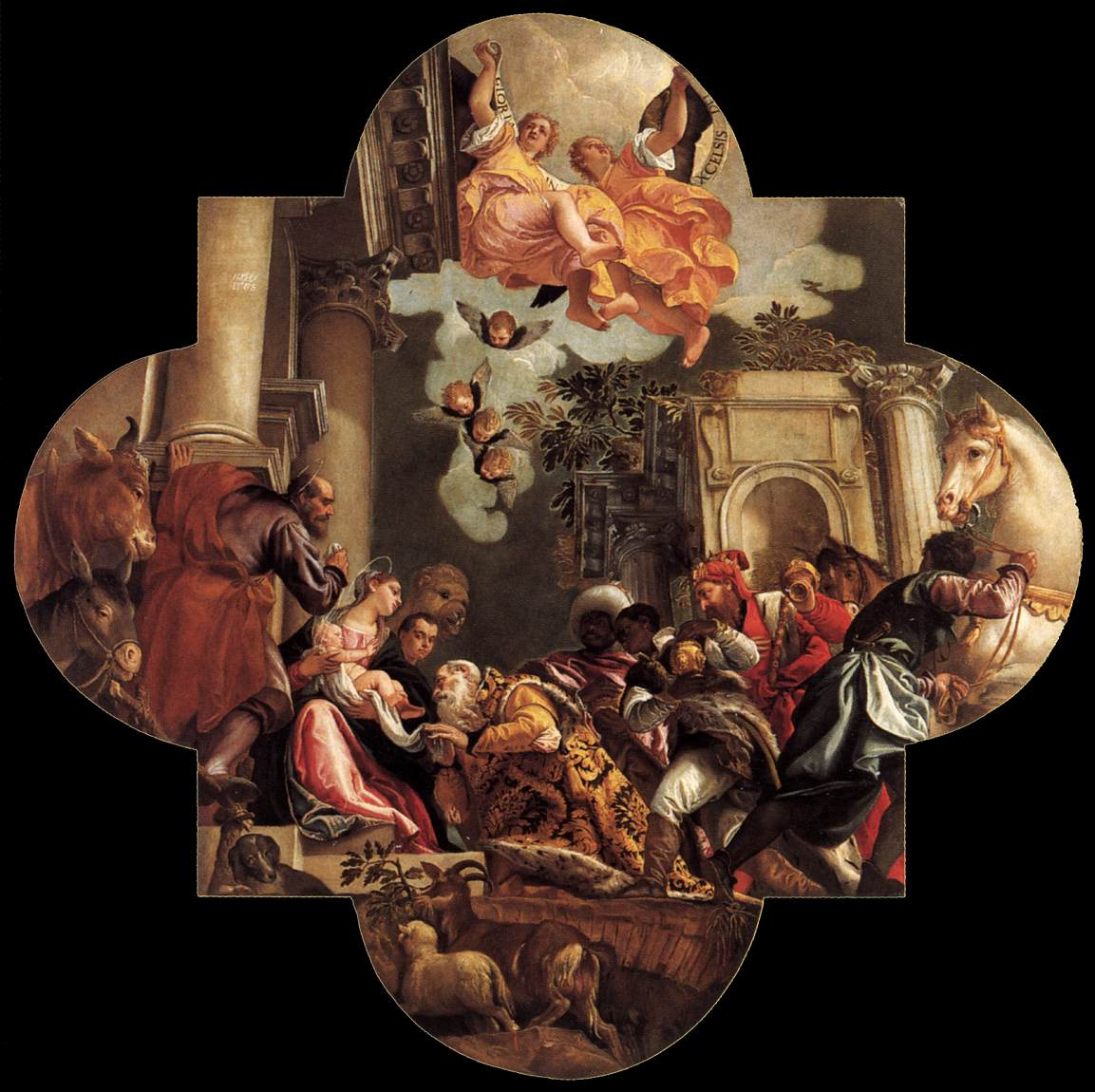
Paolo Veronese, Adorazione dei Magi, 1582, tela, Cappella del Rosario ai Santi Giovanni e Paolo, Venezia

- Paolo Veronese, Adorazione dei Magi, 1582, tela, Cappella del Rosario ai Santi Giovanni e Paolo, VeneziaAndrea della Robbia: Adorazione dei Magi, 1500-1510, altorilievo in maiolica, Victoria and Albert Museum, Londra[49]
- Jan de Beer: Trittico dell'Adorazione dei Magi, 1515-1520, tavola, pannello centrale cm 156 × 123, Pinacoteca di Brera, Milano[50]
- Cesare da Sesto: Adorazione dei Magi, 1516-1519, tavola, cm 326 × 270, Museo nazionale di Capodimonte, Napoli
- Sodoma: Adorazione dei Magi, 1525-1535, tavola, cm 328 × 203, Sant'Agostino, Siena[51]
- Giorgione, Adorazione dei Magi, 1506-1507 circa, tavola, cm 29 × 81, National Gallery, Londra
- Jan Gossaert: Adorazione dei Magi, 1510-1515, tavola, cm 177 × 162, National Gallery, Londra
- Jan Mostaert: Adorazione dei Magi, 1520-1525, tavola, cm 51 × 36,5, Rijksmuseum, Amsterdam[52]
- Albrecht Altdorfer: Adorazione dei Magi, 1530-1535, tavola, cm 108,5 × 78, Städelsches Kunstinstitut, Francoforte[53]
- Lorenzo Lotto: Adorazione dei Magi, 1554-1555, tela, cm 173 × 135, Museo Pontificio Santa Casa, Loreto
- Raffaello Sanzio: Adorazione dei Magi, predella della Pala degli Oddi, 1502-1503, tavola trasportata su tela, cm 27 × 50, Pinacoteca Vaticana, Città del Vaticano
- Tiziano Vecellio: Adorazione dei Magi, 1557-1560, tela, cm 118 × 222, Pinacoteca Ambrosiana, Milano[54]
- Correggio: Adorazione dei Magi, 1515-1518, tela, cm 84 × 108, Pinacoteca di Brera, Milano
- Pontormo: Adorazione dei Magi, 1522-1523 circa, tavola, Galleria Palatina, Firenze
- Girolamo Mazzola Bedoli: Adorazione dei Magi, 1547, tavola, cm 293 × 215, Galleria nazionale, Parma
- Parmigianino: Adorazione dei Magi, 1529 circa, tavola, cm 120 × 94, Chiesa di San Domenico, Taggia
- Paris Bordon: Adorazione dei Magi, 1550 circa, tela, cm 86,3 × 100,8, Fogg Art Museum, Cambridge[55]
- Giorgio Vasari:
  - Adorazione dei Magi, 1566-67 circa, tavola, cm 260 × 205, Santa Croce, Bosco Marengo
  - Adorazione dei Magi, 1566-67 circa, tavola, cm 65 × 49, National Gallery of Scotland, Edimburgo[56]
- Jacopo Bassano:
  - Adorazione dei Magi, 1540/1545 circa, tela, cm 183 × 235, National Gallery of Scotland, Edimburgo[57]
  - Adorazione dei Magi, 1563-1564, tela, cm 92,3 × 117,5, Kunsthistorisches Museum, Vienna[58]
  - Adorazione dei Magi, 1560/1565 circa, tela, cm 98 × 128,5, Ermitage, San Pietroburgo
  - Adorazione dei Magi, 1576 circa, tela, cm 126 × 140, Galleria Borghese, Roma[59]
  - Adorazione dei Magi, 1575/1580 circa, tela, cm 113 × 147,5, Museo nazionale d'arte della Catalogna, Barcellona[60]
- Jacopo Tintoretto:
  - Adorazione dei Magi, 1582, tela, cm 425 × 544, Scuola Grande di San Rocco, Venezia.[61]
  - Adorazione dei Magi, 1585, tela, Musei Civici di Palazzo Buonaccorsi, Macerata[62]
  - (o Domenico Tintoretto) Adorazione dei Magi, ante 1587, tela, cm 415 × 575, chiesa di San Trovaso, Venezia[63]
- Marco dal Pino: Adorazione dei Magi, 1551-1568, tavola, cm 326 × 216, San Lorenzo Maggiore, Napoli
- Pieter Bruegel il Vecchio:
  - Adorazione dei Magi nella neve, 1563, tavola, cm 35 × 55, Collezione Oskar Reinhart Am Römerholz, Winterthur
  - Adorazione dei Magi, 1556, tela, cm 115,5 × 163, Museo reale delle belle arti del Belgio, Bruxelles
  - Adorazione dei Magi, 1564, tavola, cm 108 × 83, National Gallery, Londra
- Paolo Veronese:
  - Adorazione dei Magi, 1571, tela, cm 206 × 455, Gemäldegalerie Alte Meister, Dresda
  - Adorazione dei Magi, 1571, tela, cm 45 × 34, Ermitage, San Pietroburgo[64]
  - Adorazione dei Magi, 1573, tela, cm 355 × 320, National Gallery, Londra[65]
  - Adorazione dei Magi, 1578, tela, cm 320 × 234, Santa Corona, Vicenza[66]
  - Adorazione dei Magi, 1582, tela da soffitto, cm 420 × 420, Cappella del Rosario ai Santi Giovanni e Paolo (già a san Nicolò della Lattuga), Venezia[67]
  - Adorazione dei Magi, 1586, tela, cm 455 × 355, Pinacoteca di Brera (già chiesa di Ognissanti, Venezia), Milano
- El Greco:
  - Adorazione dei Magi, 1565-1567, tavola, cm 40 × 45, Museo Benaki, Atene
  - Adorazione dei Magi, 1569 circa, tela, cm 45 × 52, Museo Lázaro Galdiano, Madrid[68]
  - Adorazione dei Magi, 1569 circa, tavola, cm 42,8 × 51, Museo Soumaya, Città del Messico[69]

## XVII secolo

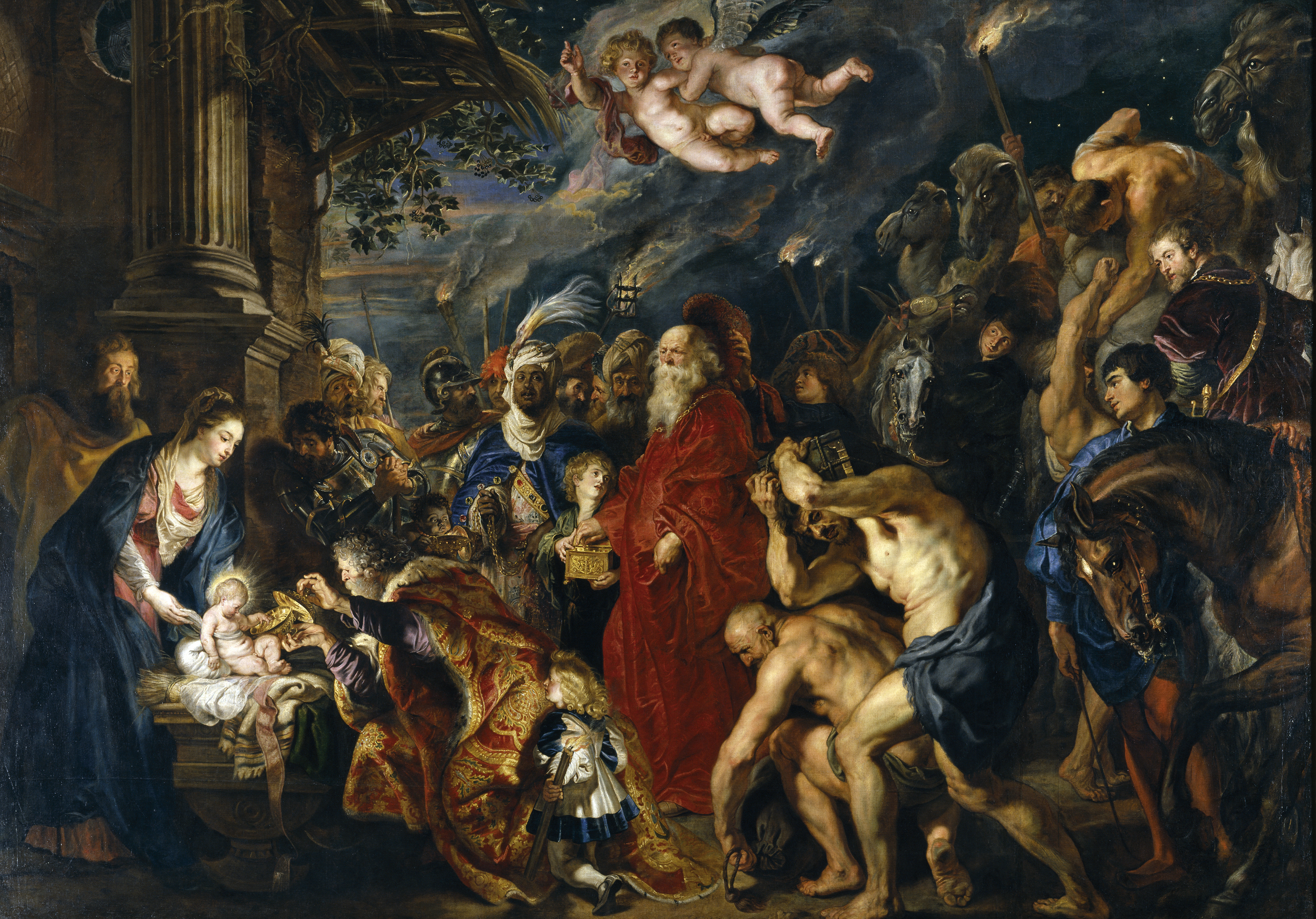
Pieter Paul Rubens, Adorazione dei Magi, 1628-1629, tela, Museo del Prado, Madrid

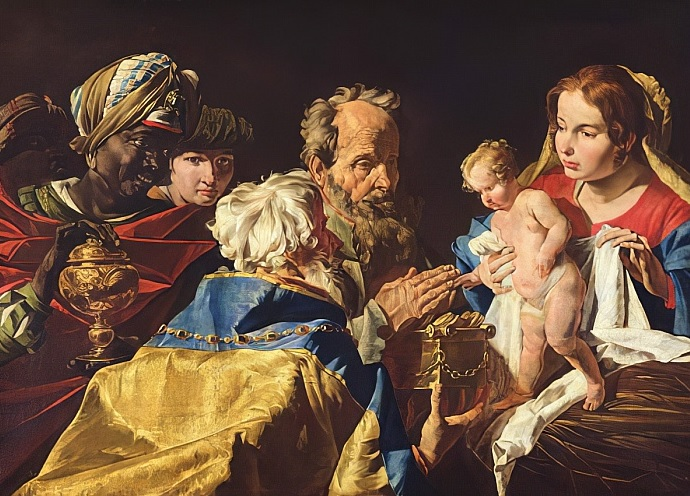
Matthias Stomer, Adorazione dei Magi, 1633-1639, tela, Musée des Beaux-Arts, Rouen

- Diego Velázquez: Adorazione dei Magi, 1619, tela, cm 204 × 126,5, Museo del Prado, Madrid
- Peter Paul Rubens:
  - Adorazione dei Magi, 1617-1618, tela, cm 447 × 336, Musée des Beaux-Arts, Lione[70]
  - Adorazione dei Magi, 1624, tela, cm 447 × 336, Museo reale di belle arti, Anversa[71]
  - Adorazione dei Magi, 1628-1629, tela, cm 335,5 × 493, Museo del Prado, Madrid[72]
  - Adorazione dei Magi, 1633-34, tela, cm 420 × 320, King's College Chapel, Cambridge[73]
- Jacob Jordaens:
  - Adorazione dei Magi, 1617 circa, tela, cm nd × nd, chiesa di San Giovanni Battista, Skalbmierz[74]
  - Adorazione dei Magi, 1617-1618, tela, cm 175 × 224, cattedrale di Santa Maria della Sede, Siviglia[75]
- Nicolas Poussin: Adorazione dei Magi, 1633, tela, cm 160 × 182, Gemäldegalerie Alte Meister, Dresda[76]
- Carlo Dolci: Adorazione dei Magi, 1633-1634, tela, cm 129 × 100, Kelvingrove Art Gallery and Museum, Glasgow[77]
- Stefano Magnasco: Adorazione dei Magi, 1635-1665, tela, cm 73 × 79,5, Musei di Strada Nuova, Genova[78]
- Artemisia Gentileschi: Adorazione dei Magi, 1636-1637, tela, cm 311 × 206, San Procolo, Pozzuoli
- Francisco de Zurbarán: Adorazione dei Magi, 1639-1640, tela, cm 264 × 176, Museo di Grenoble[79]
- Matthias Stomer:
  - Adorazione dei Magi, 1633-1639, tela, Nationalmuseum, Stoccolma[80]
  - Adorazione dei Magi, prima del 1640, tela, cm 235 × 181, Musée des Augustins, Tolosa[81]
  - Adorazione dei Magi, 1633-1639, tela, cm 112 × 150, Musée des Beaux-Arts, Rouen[82]
- Guido Reni: Adorazione dei Magi, 1642, tela, cm 367,3 × 268,6, Cleveland Museum of Art, Cleveland[83]
- Rembrandt van Rijn:
  - Adorazione dei Magi, 1634 circa, carta applicata su tela, cm 44,8 × 39,1, Ermitage, San Pietroburgo[84]
  - Adorazione dei Magi, 1657 circa, tavola, cm 123,4 × 104,4, Royal Collection, Londra[85]
- Sébastien Bourdon:
  - Adorazione dei Magi, 1642-1645, rame, cm 46 × 36, Bildergalerie, Potsdam[86]
  - Adorazione dei Magi, 1642-1645, tela, cm 65,2 × 95, Rijksmuseum Twenthe, Enschede[87]
- Salomon Koninck, Adorazione dei Magi, 1645 circa, tavola, cm 81 × 66, Mauritshuis, L'Aia[88]
- Valerio Castello: Adorazione dei Magi, 1650 circa, tela, cm 122 × 148, Strasbourg, Musée des Beaux-Arts[89]
- Bartolomeo Biscaino, Adorazione dei Magi, 1650-1660, tela, cm 124 × 173, Strasbourg, Musée des Beaux-Arts[90]
- Bartolomé Esteban Murillo: Adorazione dei Magi, 1655-1660, tela, cm 191 × 146, Toledo Museum of Art, Toledo[91]

## XVIII secolo
- Nicolò Bambini:

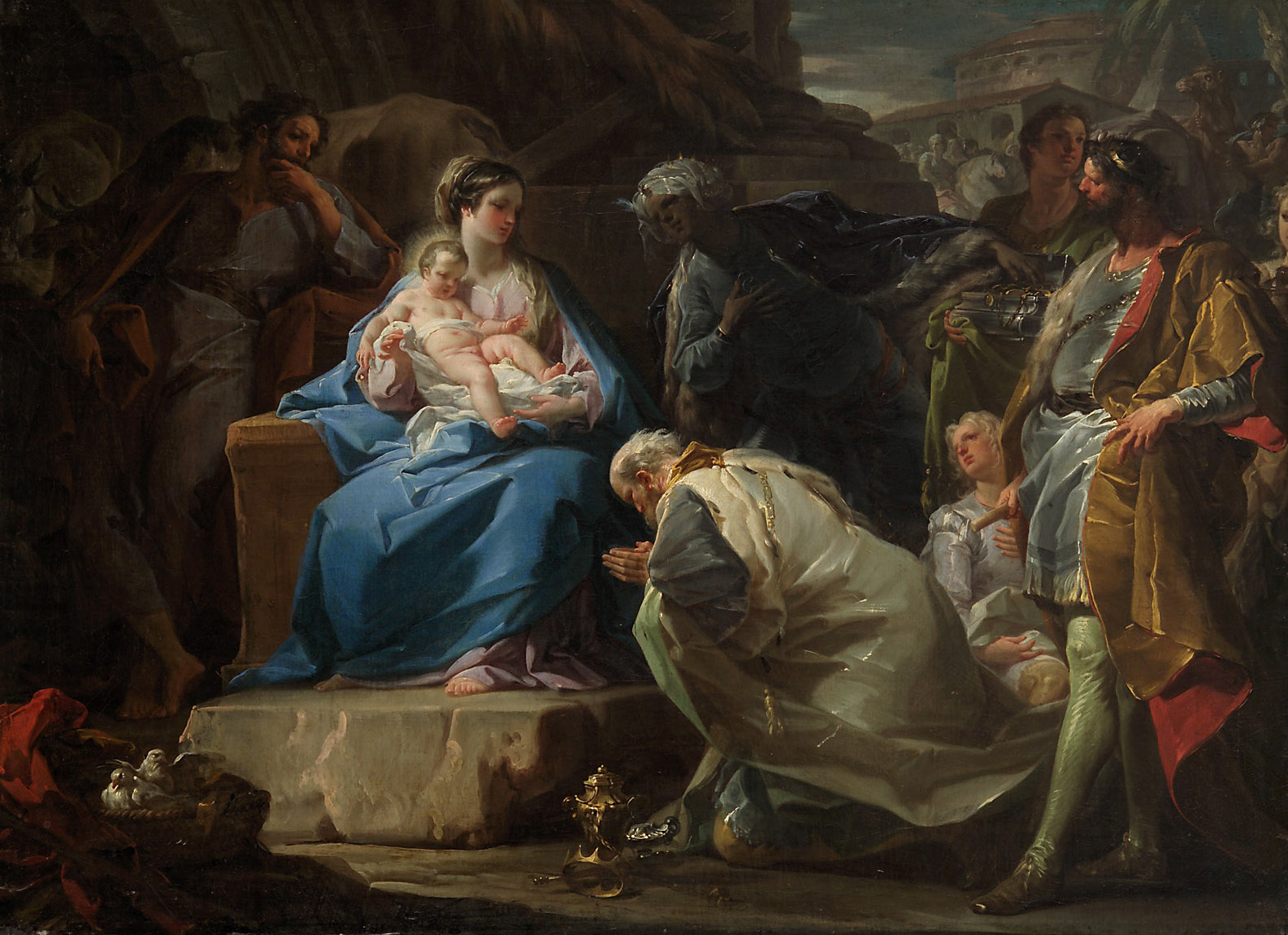
Corrado Giaquinto, Adorazione dei Magi, 1740-1745 circa, tela, Kunsthistorisches Museum, Vienna

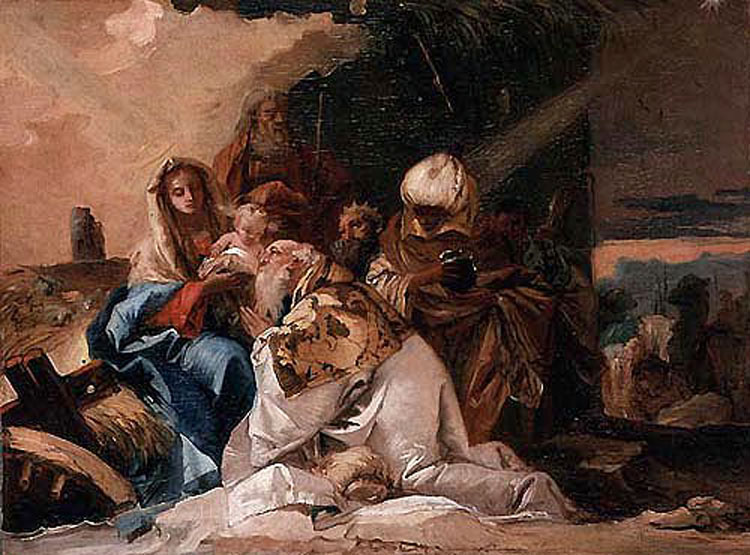
Giandomenico Tiepolo, Adorazione dei Magi, 1750-1755, tela, Wallraf-Richartz Museum, Colon

  - Adorazione dei Magi, 1704-1708, tela, cm 500 × 300, Chiesa di San Zaccaria, Venezia[92]
  - Adorazione dei Magi, post 1720, tela, cm 220 × 120, Chiesa di Sant'Alessandro della Croce, Bergamo
- Gaspare Diziani: Adorazione dei Magi, 1718, tela, cm 94 × 110, Szépművészeti Múzeum, Budapest[93]
- Corrado Giaquinto:
  - Adorazione dei Magi, 1725 circa, tela, cm 48 × 55, Museum of Fine Arts, Boston[94]
  - Adorazione dei Magi, 1740-1745 circa, tela, cm 54 × 73, Kunsthistorisches Museum, Vienna[95]
  - Adorazione dei Magi, 1750 circa, tela, cm 152 × 113, Museo Civico, Bevagna[96]
- Sebastiano Ricci: Adorazione dei Magi, 1726, tela, cm 325,5 × 291,5, Royal Collection, Hampton Court, Londra[97]
- Anton Kern: Adorazione dei Magi, 1730 circa, tela, cm 45 × 73,2, Blanton Museum of Art, Austin[98]
- Giambattista Pittoni:
  - Adorazione dei Magi, ante 1730, tela, cm 230 × 137, Basilica di Santa Maria, Cracovia
  - Adorazione dei Magi, 1740, tela, cm 420 × 260, Santi Nazaro e Celso, Brescia
- Nicola Grassi: Adorazione dei Magi, 1740, tela, cm nd × nd, Civici musei e gallerie di storia e arte, Udine[99]
- Giovanni Paolo Pannini: Adorazione dei Magi, 1753-1757, tela, cm 99,1 × 73,7, Brooklyn Museum, New York[100]
- Giambattista Tiepolo:
  - Adorazione dei Magi, 1753, tela, cm 425 × 211, Alte Pinakothek, Monaco di Baviera[101]
  - Adorazione dei Magi, 1763, tela, cm 60,4 × 47,6, Metropolitan Museum, New York[102]
- Giandomenico Tiepolo: Adorazione dei Magi, 1750-1755, tela, cm 42 × 56, Wallraf-Richartz Museum, Colonia[103]
- Michelangelo Unterperger: Adorazione dei Magi, entro il 1758, tavola, cm 21 × 26,5, Narodna galerija, Lubiana[104]
- Pieter-Jozef Verhaghen: Adorazione dei Magi, 1780, tavola, cm 283 × 339, M-Museum Leuven, Lovanio[105]

## XIX secolo
- Edward Burne-Jones:
  - Star of Bethlehem (Stella di Betlemme), 1885-1890, bozzetto ad acquerello, cm 260 × 390, Birmingham Museum & Art Gallery, Birmingham[106]
  - con William Morris: Adorazione dei Magi, 1890, arazzo (prima replica), cappella dell'Exeter College, Oxford
- Gaetano Previati: Adorazione dei Magi, 1896, tela, cm 98 × 198, Pinacoteca di Brera, Milano[107]